# Loi électorale de la république du Congo
La loi électorale de la république du Congo a été approuvée en 2001 et modifiée en 2007, 2012, 2014 et 2016. Elle a pour but de créer les conditions nécessaires pour un système électoral démocratique et indépendant et touche à des questions telles l'accès aux médias, la campagne électorale, les listes électorales et comment les voix sont comptées.

## Explication
Les élections présidentielles et législatives sont à deux tours, avec un second tour de la présidentielle qui a lieu trois semaines après le premier tour si aucun candidat n'atteint les 50 % des voix. Les élections législatives sont majoritaires avec des circonscriptions uninominales. Selon la loi électorale, tout citoyen ayant au moins 18 ans au moment de l'élection peut voter.
La campagne électorale officielle commence 15 jours avant le vote et finit deux jours avant le vote à minuit. Les élections congolaises ont lieu un dimanche. La loi électorale prévoit des espaces pour les affiches de tous les candidats. 
Les rassemblements sont autorisés mais doivent être déclarés aux autorités au moins 24 heures avant d'avoir lieu. Les médias publics donnent un accès égal à tous les candidats. Les fonctionnaires n'ont pas le droit de faire campagne.
Le jour du vote, tout candidat a le droit d'avoir un représentant au bureau de vote, et ce représentant doit valider le résultat. Le résultat national est seulement validé et officiel lorsque tous les procès-verbaux papier sont reçus par la Commission nationale électorale indépendante (CNEI).
Le ministère de l'Intérieur prépare les élections et la Commission nationale électorale indépendante (CNEI) les organise. La CNEI est composée de représentants de la majorité, du centre, de l'opposition et de la société civile.

## Changements récents
La nouvelle loi électorale, promulguée le 14 janvier 2016, crée une nouvelle Commission nationale électorale indépendante (CNEI) qui remplace la Commission nationale d’organisation des élections (CONEL). Le bulletin de vote unique est également instauré.